# Кристенсен, Беньямин
Беньямин Кристенсен (дат. Benjamin Christensen; 28 сентября 1879 — 2 апреля 1959) — датский режиссёр, актёр, сценарист немого кино.

## Биография
Беньямин Кристенсен родился 28 сентября 1879 года в городе Виборге Дания.
Беньямин Кристенсен получил медицинское образование. В 1902 году Беньямин становится оперным певцом. Кроме этого он играет в Королевский театре Дании, где ставит спектакли.
В 1906 году Беньямин впервые снимается в кино, а с 1911 года выступает в качестве сценариста.
Организовав собственную фирму «Данск биограф компани» (дат. Dansk-Biograf Kompagnie) Кристенсен, ставит фильмы «Таинственный X» и «Ночь мщения», в которых снимается как актёр.
Два ранних фильма Беньямина Кристенсена, конечно, означали гигантский шаг вперед в то время. Удивительной была их техника, потрясающая в деталях, на фоне которой сценарии казались особенно серыми... За этими двумя фильмами просматривалась личность, необычная среди деятелей кино, или, по крайней мере, необычный в то время человек, который точно знал, чего он хочет, и который шел к своей цели с несгибаемым упорством, невзирая ни на какие препятствия. Все были взбудоражены тем, что на создание фильма он тратил полгода (тогда как обычной нормой были 8—10 дней). Его сочли ненормальным. Но последующее развитие показало, что именно он осознал будущее.
В 1921 году в Швеции Кристенсен снимает фильм «Ведьмы». Фильм построен как научный трактат, составленный на основе рукописей средневековья.
Кинорежиссёры во всем мире все еще видят свою главную задачу в пересказе старых романов, этому надо положить конец. Режиссёру самому следует писать свои сценарии. Кинорежиссёр должен, как и всякий другой художник, показывать нам в своей работе свою собственную личность.
В 1923 году Беньямин Кристенсен в Германии поставил три фильма, а в 1924 году исполнил главную роль в «Михаэль» Карла Теодора Дрейера. С 1926 года Беньямин работает в Голливуде, где снимает несколько фантастических фильмов и фильмов ужасов.
После своего возвращения в Данию в 1939 году Беньямин Кристенсен снимает фильмы «Дети разведённых», «Ребёнок», «Пойдем со мной домой», «Дама в светлых перчатках».
Возрасте 63 лет Беньямин Кристенсен оставил работу в кино.
Скончался 2 апреля 1959 года в Копенгагене.

## Фильмография
- 1913 — Таинственный X / Det hemmelighedsfulde X
- 1915 — Ночь мщения / Hcevnens nat
- 1921 — Ведьмы / Häxan
- 1923 — Среди евреев / UnterJuden
- 1924 — Его жена, неизвестная / Seine frau, die Unbekannte
- 1924 — Михаэль / Michael (как актёр)
- 1925 — Женщина с плохим голосом / Die frau mit dem scheechten Ref
- 1926 — Дьявольский цирк / The Devils Circus
- 1927 — Издевательство / Mockery
- 1928 — Дом с привидениями / The Haunted House
- 1928 — Дом ужасов / The House of Horror
- 1929 — Гнездо ястреба / The Hawk's Nest
- 1929 — Семь следов к Сатане / Seven Footprints to Satan
- 1929 — Таинственный остров / The Mysterious Island (в титрах не указан)
- 1939 — Дети разведённых / Skils-missens born
- 1940 — Ребёнок / Barnet
- 1941 — Пойдём со мной домой / Gaamed mig hjem
- 1942 — Дама в светлых перчатках / Damen med de lyse handsker